# کلر فئورشتاین
 کلر فئورشتاین (فرانسوی: Claire Feuerstein‎؛ زادهٔ ۲۸ فوریهٔ ۱۹۸۶) یک تنیس‌باز اهل فرانسه است.